# ميركوري (أسطورة)
عُطَارِد أو ميركوري (باللاتينية: Mercurius وتُلفظ:ميركوريوس) هو إله رئيسي في الديانة والأساطير الرومانية، لكونه أحد الآلهة الإثني عشر المتوافقة داخل البانثيون الروماني القديم. هو إله المكاسب المالية، والتجارة، والفصاحة، والرسائل، والاتصالات (بما في ذلك الكهانة)، والمسافرين، والحدود، والحظ، والخداع واللصوص؛ ويعمل أيضًا مرشدًا للنفوس إلى العالم السفلي. اعتُبر في الأساطير الرومانية ابن الإلهة مايا، ابنة الجبار أطلس، والإله جوبيتر.[بحاجة لمصدر] صوّر غالبًا وهو يحمل عصا هرمس (الكادوسيوس) في يده اليسرى. ومثل نظيره اليوناني هرمس، منحه أبولو الكادوسيوس، إذ سلمه عصا سحرية تحولت لاحقًا إلى الكادوسيوس.

## تأثيل
يُحتمل أن اسمه كان مرتبطًا بالكلمة اللاتينية merx، ميركس («بضائع»؛ طالع تاجر، التجارة، وغيرها)، وmercari، ميركاري (تجارة)، وmerces، ميرسيس (أجور)؛ وتوجد صلة محتملة أخرى، هي الجذر الهندوأوروبي البدائي merĝ- (ميرج)، بمعنى «الحد، الحدود» (طالع «mearc» بالإنجليزية القديمة، و«mark» بالنوردية القديمة، و«margin» باللاتينية) والجذر اليوناني οὖρος (توروس)، بمعنى «حارس الحدود»، الذي يشير إلى دوره كجسر بين العالمين العلوي والسفلي. يبدو في أشكاله الأولى، مرتبطًا بالإله الإتروسكاني تورمس؛ فقد تشارك كلا الإلهين بعض الخصائص مع الإله الإغريقي هيرميز.

## التوفيق بين الأديان

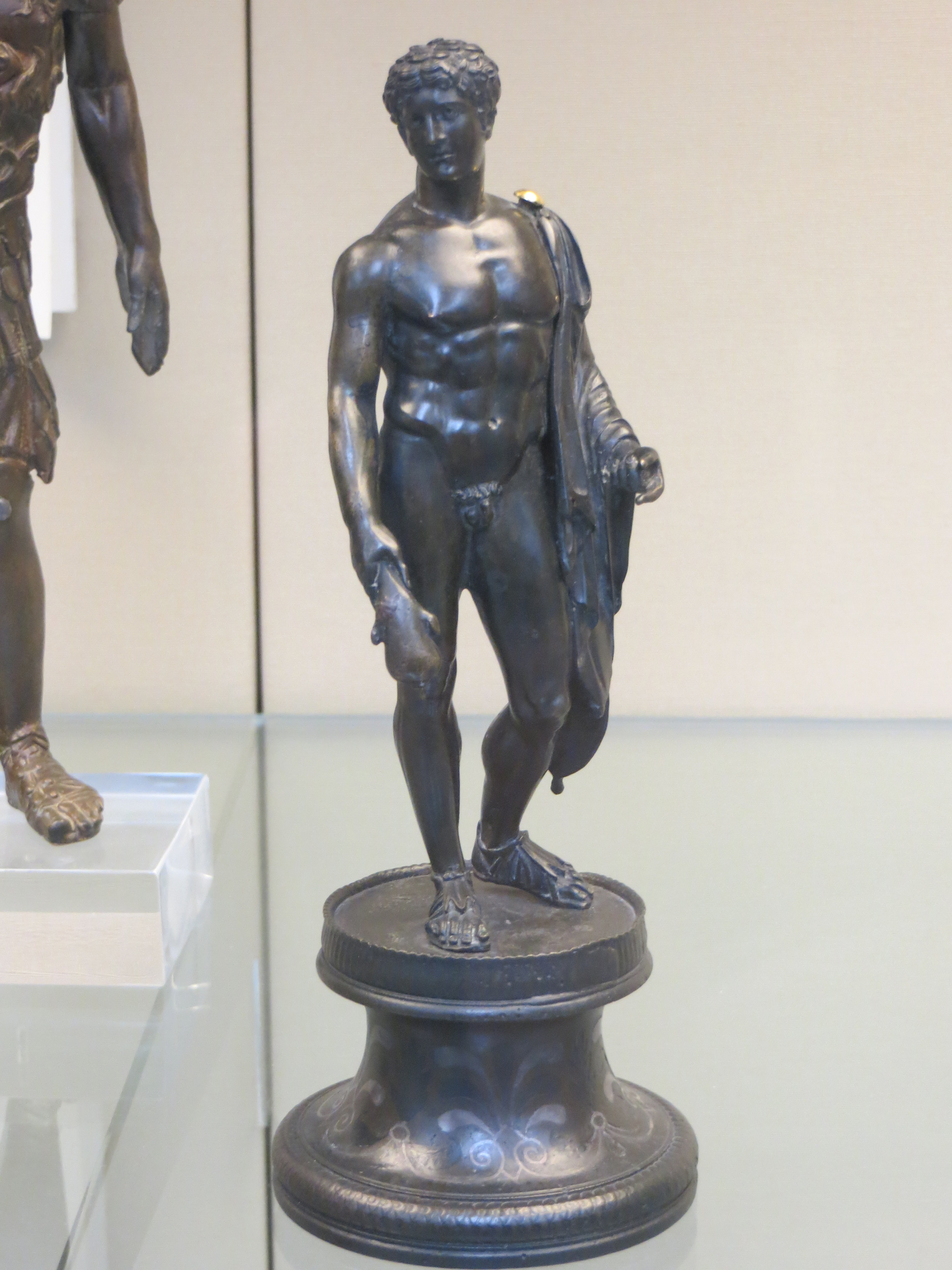
صورة لتمثال الإله ميركوري في المتحف البريطاني

عندما وصف الرومان آلهة القبائل الكلتية والجرمانية، اعتبروهم تجليات محلية أو مظاهر لآلهتهم الخاصة، بدلًا من اعتبارهم آلهة منفصلة، وهي سمة ثقافية تسمى الترجمة الرومانية. ذُكر أن ميركوري، تحديدًا، أصبح شعبيًا للغاية بين الأمم التي غزتها الإمبراطورية الرومانية؛ وكتب يوليوس قيصر عن ميركوري أنه الإله الأكثر شعبية في بريطانيا وبلاد الغال، ويعتبر مخترع جميع الفنون. ربما يرجع هذا إلى أن ميركوري كان معادلًا للإله الكلتي لوغوس في التوفيق الروماني، واقترن في هذا المظهر عادةً مع الآلهة الكلتية روزمرتا. رغم أن لوغوس قد يكون في الأصل إلهًا للضوء أو الشمس (رغم أن هذا محل خلاف)، مثل أبولو الروماني، فإن أهميته كإله للتجارة جعلته أكثر قابلية للمقارنة مع ميركوري، واعتُبر أبولو بدلًا من ذلك معادلًا للإله بيلينوس الكلتي.
ربط الرومان ميركوري مع الإله الجرماني فوتان، من خلال الترجمة الرومانية. يعرّفه الكاتب الروماني تاسيتُس في القرن الأول بأنه الإله الرئيسي للشعوب الجرمانية.

## المعبد
وقع معبد ميركوري في روما في السيرك العظيم، بين هضبة أفنتين وهضبة بالاتين، وبُني عام 495 قبل الميلاد.
شهد ذلك العام اضطرابات في روما بين الشيوخ البطارقة وعامة الشعب (الدهماء)، أدت إلى انفصال الدهماء في العام التالي. عند الانتهاء من بناء المعبد، نشأ نزاع بين القنصلين أبيوس كلاوديوس سابينوس ريجيلنسيس، وبوبليوس سيرفيليوس بريسكوس ستروكتوس حول من منهما الأحق بشرف تخصيص المعبد. أحال مجلس الشيوخ القرار إلى المجلس الشعبي، وقرروا أيضًا أنه يجب على المختار، أيًا كان، أداء واجبات إضافية، تتضمن رئاسة الأسواق، وإنشاء نقابة التجار، وأداء وظائف الحبر الأعظم (بونتيفيكس ماكسيموس). منح الشعب -بسبب الخلاف الشعبي المستمر ونكايةً بمجلس الشيوخ والقنصلين- شرف تخصيص المعبد لضابط عسكري كبير في أحد الفيالق يُدعى ماركوس لايتوريوس. أثار هذا القرار غضب مجلس الشيوخ والقنصلين، وخاصة أبيوس المحافظ، وأدى إلى احتدام الوضع المستمر. خُصص المعبد في 15 مايو 495 قبل الميلاد.
اعتبر المعبد مكانًا مناسبًا لعبادة إله سريع للتجارة والسفر، لأنه كان مركزًا رئيسيًا للتجارة بالإضافة إلى كونه حلبة سباق. أكد المعبد أيضًا على دور ميركوري كوسيط. بسبب وقوعه بين المعقل العوام في أفنتين ومركز البطارقة في بالاتين.[بحاجة لمصدر]